# The Little King
The Little King (nota in Italia anche come Piccolo Re, Re Puccio o Re Bombolo) è stata una serie a fumetti ideata da Otto Soglow nel 1929. La serie venne pubblicata negli Stati Uniti d'America fino alla morte dell'autore nel 1975 divenendo una delle serie più famosa e amata della storia del fumetto americano e, oltre a essere pubblicata anche in altri paesi del mondo, ispirò varie serie di cartoni animati e i personaggi vennero impiegati come testimonial per campagne pubblicitarie della Standard Oil. La serie venne premiata nel 1966 dalla National Cartoonists Society. Il protagonista era un piccolo uomo baffuto e barbuto e vestito di velluto e ermellino, largo quanto era alto, sempre allegro quanto infantile che viveva per divertirsi. In quanto monarca, ottiene tutto ciò che vuole.

## Storia editoriale

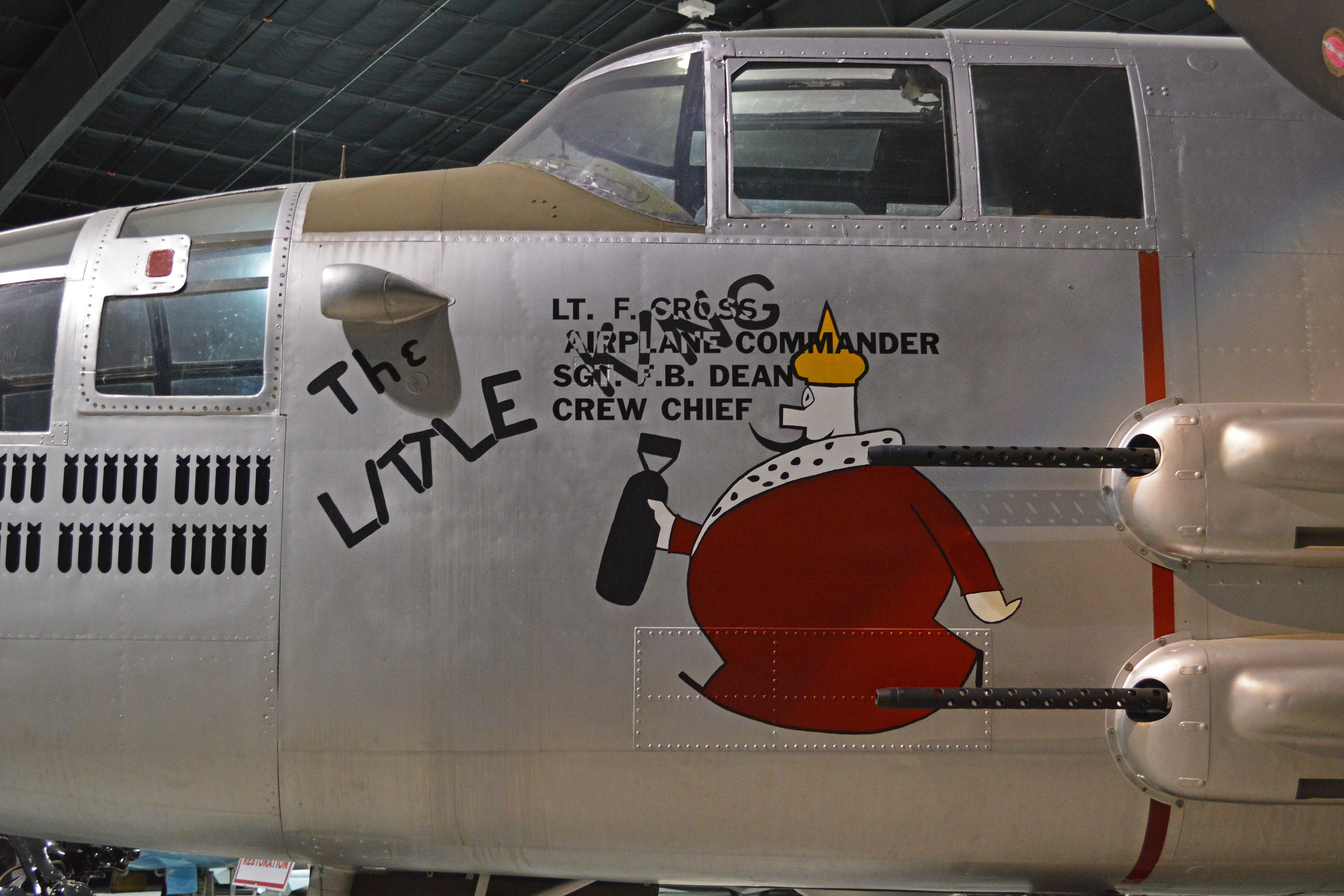
Riproduzione del protagonista della serie su un aereo B-25J Mitchell 44-86872 in mostra nell'hangar della seconda guerra mondiale al Warner Robins Museum of Aviation in Georgia, Stati Uniti.

Il personaggio esordì in alcune vignette realizzate da Soglow pubblicate sul New Yorker e presto divenne protagonista di una serie regolare che esordì il 7 giugno 1930, sempre sul New Yorker, raggiungendo presto il successo. La serie venne pubblicata anche in formato comic book dal 1933. Il successo della serie attirò l'attenzione di William Randolph Hearst che la volle per la sua syndication, la King Features Syndicate, ma gli obblighi contrattuali di Soglow impedivano la rescissione del contratto col New Yorker. Soglow quindi produsse per Hearst una nuova serie con caratteristiche e personaggi principali simili, The Ambassador, che venne distribuita così dal King Features fino a che non si estinsero gli obblighi contrattuali. Una settimana dopo la conclusione della sua pubblicazione sul New Yorker, The Little King riprese le pubblicazioni distribuita dal Features esordendo sui quotidiani di Hearst il 9 settembre 1934. La serie continuò con successo fino alla morte dell'autore nel 1975.

## Altri media
Cinema
- The Little King (1933-1934): serie di cortometraggi animati realizzati dai Van Beuren Studios.[3]
- Betty Boop Meets The Little King (1935): cortometraggio realizzato dai Fleischer Studios.[3]